# Чегорка Олександр Тимофійович
Олександр Тимофійович Чегорка (нар.4 лютого 1957, м. Верхівцеве Верхньодніпровського району, Дніпропетровської області) — український художник, архітектор, член Національної спілки художників України (1992).

## Життєпис
Одександр Чегорка народився у місті Верхівцеве на Дніпропетровщині у родині вчителів  української мови та літератури.
У 1980 року він закінчив архітектурний факультет Київського державний художній інститут, хоча прагнув вступити на графічний. По тому він вступив до аспірантури Київського державний художній інститут, паралельно працюючи в одному з київських проектних інститутів. Але 1982 року він покинув навчання.
У 1983 року Олександр Чегорка переїздить до Дніпродзержинська, і влаштовується на роботу проектантом художньо-виробничого комбінату. Одночасно починає писати картини та брати участь у виставках.
У 1992 році він став членом Національної спілки художників України.
2001 року він був призначений на посаду архітектора Дніпровського району та стає архітектором в управлінні головного архітектора м. Дніпродзержинська.

## Творчий доробок

### Архітектор
Як архітектор він став співавтором разом Г. А. Хачатряном низки пам'ятників в Дніпродзержинську, зокрема:
- Пам'ятник Тарасу Шевченку (співавтор також Ю. В. Бєлобородов, відкрито 3 червня 2000)[2].
- Пам'ятник Жінці - матері
- Монумент трамвайної трагедії
- Меморіал жертвам Голодомору і політичних репресій (9-й кілометр Запорізького шосе, м. Дніпропетровськ).

### Художник
Олександр Чегорка брав участь у багатьох регіональних та республіканських виставках, а його роботи протягом останнього десятиріччя були відзначені на художніх виставках у Львові і Белграді.
Його роботи зберігаються в Міністерстві культури і туризму України, музеї історії Дніпродзержинська, в приватних колекціях Дніпропетровська, Києва, Львова, Німеччини, Франції, США, а також колекції галереї «Базальт» (м. Белград, Сербія).
Працює Олександр Чегорка у жанрі модерну з фольклорною його стилізацією архетипових образів національної міфології, а також з використанням засобів жанрових засобів абстракціонізму Анрі Матісса та народного примітивізму Катерини Білокур та Марії Приймаченко. Свої твори він пише на папері або полотні гуашшю, тушшю, олією у жовто-червоній кольоровій гаммі.
Основні твори:
- «Син землі» (1989)
- «Струни серця» (1989)
- «Світ любові» (1989)
- «Дотик» (1991)
- «Дивний смуток» (1992)

Основні аиставки:
- Художня виставка, присвячена Дню Злуки Східної та Західної України (м. Львів, 1993)
- Виставка українських митців «Українські візії» (м. Белград, Сербія, 1995)
- бієнале «Пан – Україна-95» (м. Дніпропетровськ, 1995)
- «Різдвяні зустрічі» (м. Дніпродзержинськ, 1998)
- Персональна вистака (м. Дніпродзержинськ, Дніпродзержинському музично-драматичномутеатрі імені Лесі Українки, 1999)
- Персональна виставка «Лінія, слово, колір» (м. Дніпродзержинськ, Музей історії міста, 2010)
- Виставка живопису «Вічне свято життя»(м. Дніпропетровськ, Центр естетичного розвитку, 2011)

Крім того, Олександр Чегорка пише вірші, які публікувалися місцевій періодиці:
- Чегорка О. Чужа жінка цілує моє серце: Вірші // Литера-Днепр. — 2011.- № 2. — С. 44—45
- Чегорка О. Моделлю творчості вважаю квітку : Думки про мистецтво // Відомості. — 2008. — 20 серпня. — с.4—5.

## Відзнаки
- Лауреат у номінації «графіка» бієнале «Пан – Україна-95» (м. Дніпропетровськ, 1995)

### Рекомендована література
- Буланов В. Під знаком вічної класики // Відомості. — 2009. — 21 жовтня. — С. 5.
- Буланов В. Золоті краплини життя // Відомості. — 2007. — 7 лютого. — С. 4.
- Слободяник І. Світло безмежного буття // Українська культура. — 2007. — № 1. — С. 26—27.
- Слободяник І. Тож дав нам Господь серця, щоб розуміти // Свічадо. — 2005. — № 1. — С. 192—193.
- Галерея «Сучасність» //Сучасність. — 1999. — № 3. — С. 1.
- Ятченко В. Пошуки і знахідки митця // Дзержинець. — 1996. — грудень. — № 96. — С. 3.
- Чегорка Олександр Тимофійович // Художники Дніпропетровщини. — Дніпропетровськ: Дніпрокнига, 2004. — С. 370.

| Доричний ордер | Це незавершена стаття про архітектора чи архітекторку. Ви можете допомогти проєкту, виправивши або дописавши її. |

| українська персоналія | Це незавершена стаття про особу, що має стосунок до України. Ви можете допомогти проєкту, виправивши або дописавши її. |